# 破案神探
《破案神探》（英語：Mindhunter）是一部美國犯罪驚悚网络电视劇集，改編自約翰·道格拉斯和馬克·奧爾謝克1995年共同創作的同名非虛構作品《讀心神探：FBI心理側寫術》，講述兩名美國聯邦調查局（FBI）特別探員攜手采訪連環殺手并應用研究成果辦案的歷程。
劇集第一季共10集，於2017年10月13日在Netflix上線。Netflix於2017年11月與製作公司簽約續拍第二季，並於2019年8月16日上線。

## 劇情
1977年，犯罪心理學和罪犯側寫發軔之始，兩名FBI行爲科學小組（BSU）特別探員在全美警察局講授行爲科學破案技巧之餘，開始面對面走訪各地正在服刑的連環殺手，深入了解這類新型殺人犯的犯罪心理與動機，並試圖將分析成果應用於時下案件調查。
第二季中新主管計劃大力發展推廣BSU，經歷恐慌發作的霍頓則在比爾和溫蒂的關照下慢慢找回節奏。發生在堪薩斯州威奇托的BTK連環虐殺案進展緩慢，針對非裔青少年的亞特蘭大謀殺案卻又愈演愈烈，FBI正式指派BSU與佐治亞州及亞特蘭大警方聯合緝兇。

## 演員與角色

### 主要人物
- 喬納森·格羅夫 飾 霍頓·福特（Holden Ford）[7]

FBI BSU特別探員，角色原型為FBI退休探員及首批罪犯側寫師約翰·E·道格拉斯
- 霍爾特·麥卡蘭尼 飾 比爾·坦奇（Bill Tench）[9]

FBI特別探員、霍頓的搭檔，數年前創建BSU並開始為地方警察局授課，角色原型為FBI退休探員勞勃·雷斯勒
- 安娜·托芙 飾 溫蒂·卡爾博士（Dr. Wendy Carr）[6]

FBI顧問，前任波士頓大學心理學非終身教授，半出櫃女同性戀，角色原型為波士頓學院護理學校教授安·伯吉斯
- 漢娜·格羅斯（英语：Hannah Gross） 飾 黛比·米特福（Debbie Mitford）[11]

弗吉尼亞大學社會學社會偏差方向在讀研究生，曾與霍頓交往（第1季）
- 科特·史密斯（英语：Cotter Smith） 飾 勞勃·謝培德（Robert Shepard）

FBI學院助理主管，負責監管BSU，後代霍頓承過被迫退休（第1季–第2季第1集）
- 邁克爾·瑟弗里斯（英语：Michael Cerveris） 飾 泰德·岡（Ted Gunn）

前任FBI總部公共事務辦公室助理主管，主動調職接任謝培德（第2季）
- 喬·塔特爾（Joe Tuttle）飾 格雷格·史密斯（Gregg Smith）

首季末加入BSU的特別探員，其父與謝培德爲達特茅斯學院本科校友（第1季常駐，第2季）
- 阿爾伯特·瓊斯（Albert Jones）飾 吉姆·巴尼（Jim Barney）

FBI非裔探員，首季面試加入BSU未果，後作爲聯絡人加入亞特蘭大地方專案組（第1季第8集出場，第2季）
- 史黛西·羅卡（英语：Stacey Roca） 飾 南希·坦奇（Nancy Tench）

比爾的妻子，從事地產經紀事務（第1季常駐，第2季）

### 殺人犯
- 桑尼·瓦利森蒂（Sonny Valicenti）飾 丹尼斯·雷德，ADT安保服務（英语：ADT Security Services）工作人員/BTK
- 卡梅倫·布里頓（英语：Cameron Britton） 飾 艾德·肯珀（英语：Edmund Kemper）

#### 第一季
- 托拜厄斯·西格爾（英语：Tobias Segal） 飾 德懷特·泰勒（Dwight Taylor，暫無人物原型）
- 山姆·斯特賴克（英语：Sam Strike） 飾 芒蒂·里素（英语：Montie Rissell）
- 約瑟夫·克羅斯 飾 本傑明·「本吉」·巴恩賴特（Benjamin "Benji" Barnwright）

賓夕法尼亞州阿爾圖納兇案認罪嫌犯，原型為貝蒂·簡·謝德（Betty Jane Shade）的男友及定罪兇手查爾斯·F·「布奇」·蘇爾特（Charles F. "Butch" Soult, Jr.）
- 哈皮·安德森（英语：Happy Anderson） 飾 傑瑞·布魯多斯
- 傑克·厄迪（Jack Erdie）飾 理查·史派克
- 亞當·威廉·察斯特羅（Adam William Zastrow）飾 達里爾·吉尼·德維爾（Darrell Gene Devier）

#### 第二季
- 奧利弗·庫珀（英语：Oliver Cooper） 飾 大衛·伯科維茨
- 邁克爾·菲利波維赫（Michael Filipowich）飾 小威廉·皮爾斯（William "Junior" Pierce, Jr.）
- 科瑞·艾倫（Corey Allen）飾 威廉·亨利·漢斯（英语：William Henry Hance）
- 羅伯特·阿拉馬約 飾 小埃爾默·韋恩·亨利（英语：Elmer Wayne Henley, Jr.）
- 達蒙·赫里曼 飾 查爾斯·曼森
- 克里斯托弗·巴克斯（英语：Christopher Backus） 飾 查爾斯·「泰克斯」·沃森（英语：Charles "Tex" Watson），前任曼森家族骨幹成員
- 摩根·凱利（英语：Morgan Kelly） 飾 保羅·貝特森（英语：Paul Bateson）
- 克里斯托弗·利文斯頓（Christopher Livingston）飾 韋恩·威廉姆斯（英语：Wayne Williams）

### 其他人物
- 扎克里·斯科特·羅斯（Zachary Scott Ross）飾 布萊恩·坦奇（Brian Tench），比爾的6歲獨養子

#### 第一季
- 喬丹·格貝（英语：Jordan Gelber） 飾 彼得·拉斯曼（Peter Rathman），FBI學院教授
- 托馬斯·法蘭西斯·墨菲（英语：Thomas Francis Murphy (actor)） 飾 弗蘭克·麥格勞（Frank McGraw），愛荷華州費爾菲爾德警探，曾於洛杉磯警察局任職20載
- 菲力克斯·索利斯（英语：Felix Solis） 飾 莫利納（Molina），加利福尼亞州聖克魯斯警探
- 彼得·穆爾尼克（英语：Peter Murnik） 飾 羅伊·卡弗（Roy Carver），加利福尼亞州薩克拉門托警探
- 亞力克斯·莫夫（Alex Morf）飾 馬克·奧凱瑟克（Mark Ocasek），阿爾圖納警察局警探
- 卡瑟琳·克汀（英语：Catherine Curtin） 飾 魯絲·巴恩賴特（Ruth Barnwright），本吉的母親
- 傑西·C·博伊德（英语：Jesse C. Boyd） 飾 弗蘭克·詹德曼（Frank Janderman），本吉的妹夫，原型為查爾斯的弟弟邁克爾·A·蘇爾特（Michael A. Soult）[14][15]
- 傑姬·勒内·羅賓遜（Jackie Renee Robinson）飾 羅絲·巴恩賴特-詹德曼（Rose Barnwright-Janderman），本吉的姐姐、弗蘭克的妻子，原型為查爾斯的姐姐凱瑟琳·L·維辛格（Catherine L. Wiesinger）[14][15]
- 萊娜·奧林（英语：Lena Olin） 飾 安娜莉絲·斯蒂爾曼（Annaliese Stilman），波士頓大學心理系主任，曾與溫蒂長期交往
- 達希爾·伊夫斯（英语：Dashiell Eaves） 飾 尤金·彼特森（Eugene Peterson），阿爾圖納地方檢察官
- 馬克·庫迪奇（英语：Marc Kudisch） 飾 羅傑·韋德（Roger Wade），弗吉尼亞州弗雷德里克堡蔭巷小學校長
- 杜克·拉富恩（Duke Lafoon）飾 戈登·錢伯斯（Gordon Chambers），佐治亞州亞代爾維爾（英语：Adairsville, Georgia）警探
- 羅德·格里菲斯（英语：Rhoda Griffis） 飾 埃斯特·梅韋瑟（Esther Mayweather），亞代爾維爾地方檢察官
- 邁克爾·帕克（英语：Michael Park (actor)） 飾 彼得·迪恩（Peter Dean），美國司法部職業責任辦公室（英语：Office of Professional Responsibility）（OPR）調查人員
- 喬治·謝菲（George Sheffey）飾 約翰·博伊倫（John Boylen），OPR調查人員

#### 第二季
- 勞倫·格萊熱（英语：Lauren Glazier） 飾 凱·梅森（Kay Mason），學院附近海軍陸戰隊士兵常去酒吧的女酒保，曾與溫蒂交往
- 傑布·克里格（Jeb Kreager）飾 伯尼·卓瓦茨基（Bernie Drowatzky），時任威奇托警察局（英语：Wichita Police Department）警督，現實中負責調查BTK案件
- 内特·考德瑞 飾 阿特·斯賓塞（Art Spencer），弗雷德里克堡警察局警探
- 謝拉·艾莉娜·麥克萊恩（英语：Sierra Aylina McClain） 飾 譚雅·克利夫頓（Tanya Clifton），亞特蘭大歐姆尼酒店（英语：Omni Hotel）前台
- 朱恩·卡里爾（June Carryl）飾 卡米爾·貝爾（Camille Bell），亞特蘭大遇害男童優素福（Yusuf）的母親，參與組織「停止兒童謀殺（Stop Children’s Murders）」委員會[17]
- 布倫特·塞克斯頓（英语：Brent Sexton） 飾 加蘭·佩里溫克爾（Garland Periwinkle），半退休佐治亞調查局（英语：Georgia Bureau of Investigation）高級探員，負責監視3K黨活動

## 劇集

### 概覽
| 季數 | 集数 | 集数 | 上線日期       | 上線日期       |
| ---- | ---- | ---- | -------------- | -------------- |
| 1    | 10   | 10   | 2017年10月13日 | 2017年10月13日 |
| 2    | 9    | 9    | 2019年8月16日  | 2019年8月16日  |

### 第一季（2017）
| 總集數 | 集數 （季） | 導演              | 編劇                                                            | 上線日期       |
| --- | ----------- | ----------------- | --------------------------------------------------------------- | -------------- |
| 1 | 1           | 大衛·芬奇         | 喬·彭霍爾                                                       | 2017年10月13日 |
| 1977年，位於弗吉尼亞州匡堤科的FBI學院内，心灰意冷的聯邦調查局（FBI）人質談判專家霍頓·福特與資深探員比爾·坦奇意外聯手，開始研究一類新型殺人犯。 |             |                   |                                                                 |                |
| 2 | 2           | 大衛·芬奇         | 喬·彭霍爾                                                       | 2017年10月13日 |
| 霍頓和比爾前往加州醫療監獄提審「男女校殺手」艾德·肯珀，後者言語清晰、思維敏捷，令人不寒而栗。然而霍頓的調查方式引發局内反對之聲。              |             |                   |                                                                 |                |
| 3 | 3           | 阿西夫·卡帕迪亞   | 劇本創作 ：喬·彭霍爾 故事構思 ：喬·彭霍爾；魯比·蕾·施皮格爾（Ruby Rae Spiegel） | 2017年10月13日 |
| 波士頓大學心理學教授溫蒂·卡爾博士協助霍頓和坦奇取得首次成功，他們對凶手的心理側寫促成一次拘捕行動。                                            |             |                   |                                                                 |                |
| 4 | 4           | 阿西夫·卡帕迪亞   | 劇本創作 ：喬·彭霍爾 故事構思 ：喬·彭霍爾；多米尼克·奧蘭多（Dominic Orlando）  | 2017年10月13日 |
| 在溫蒂·卡爾博士的協助下，比爾和霍頓開始對研究對象進行分類整理，繼而得知一則令人驚訝的消息。                                                    |             |                   |                                                                 |                |
| 5 | 5           | 托比亞斯·林道赫姆 | 詹妮弗·黑利                                                     | 2017年10月13日 |
| 霍頓和比爾繼續調查一起發生在賓夕法尼亞州的複雜案件。在這起迷案之中，一系列線索將調查指向不同方向，給警探們留下大量嫌疑人。                     |             |                   |                                                                 |                |
| 6 | 6           | 托比亞斯·林道赫姆 | 劇本創作 ：喬·彭霍爾 故事構思 ：喬·彭霍爾；托比亞斯·林道赫姆    | 2017年10月13日 |
| 溫蒂認真考慮FBI的工作邀約。在疑團密布的阿爾圖納案中，霍頓和比爾竭盡所能向司法系統闡明他們研究成果的意義。                                      |             |                   |                                                                 |                |
| 7 | 7           | 安德魯·道格拉斯   | 劇本創作 ：喬·彭霍爾 故事構思 ：喬·彭霍爾；詹妮弗·黑利          | 2017年10月13日 |
| 溫蒂決定放手一搏，從波士頓前往匡提科全職加入團隊。霍頓和比爾愈發難以承受采訪連環殺手帶來的精神壓力。                                           |             |                   |                                                                 |                |
| 8 | 8           | 安德魯·道格拉斯   | 劇本創作 ：艾琳·利維 故事構思 ：艾琳·利維；詹妮弗·黑利          | 2017年10月13日 |
| 比爾和溫蒂為招募第四名團隊成員面試候選人。關於弗吉尼亞州弗雷德里克堡一位小學校長怪異行為的投訴引起霍頓的註意。                                 |             |                   |                                                                 |                |
| 9 | 9           | 大衛·芬奇         | 劇本創作 ：卡莉·雷 故事構思 ：卡莉·雷；詹妮弗·黑利              | 2017年10月13日 |
| 霍頓與虐殺8名芝加哥在培女護士的理查德·斯佩克進行了一場令人不安的談話，其間采取的爭議手段誘發團隊内部分歧，致使FBI啓動內部調查。                |             |                   |                                                                 |                |
| 10 | 10          | 大衛·芬奇         | 劇本創作 ：喬·彭霍爾 故事構思 ：喬·彭霍爾；詹妮弗·黑利          | 2017年10月13日 |
| 團隊在內部審查的重壓之下分崩離析。霍頓雖然通過激進作風取得供認，卻讓自己的事業、關系和健康陷入危機。                                           |             |                   |                                                                 |                |

### 第二季（2019）
| 總集數 | 集數 （季） | 導演            | 編劇                                                                                             | 上線日期      |
| ------ | ----------- | --------------- | ------------------------------------------------------------------------------------------------ | ------------- |
| 11     | 1           | 大衛·芬奇       | 劇本創作 ：道格·鄭 & 約書亞·多嫩 & 柯特妮·邁爾斯（Courtenay Miles） 故事構思 ：柯特妮·邁爾斯                    | 2019年8月16日 |
| 12     | 2           | 大衛·芬奇       | 劇本創作 ：約書亞·多嫩 & 柯特妮·邁爾斯 故事構思 ：約書亞·多嫩；菲利普·豪澤（Phillip Howze）                   | 2019年8月16日 |
| 13     | 3           | 大衛·芬奇       | 劇本創作 ：約書亞·多嫩 & 柯特妮·邁爾斯 故事構思 ：傑森·約翰遜（Jason Johnson） & 科林·J·洛羅（Colin J. Louro）；約書亞·多嫩 | 2019年8月16日 |
| 14     | 4           | 安德魯·多米尼克 | 劇本創作 ：帕梅拉·塞德奎斯特（Pamela Cederquist） 故事構思 ：麗茲·漢娜；帕梅拉·塞德奎斯特                         | 2019年8月16日 |
| 15     | 5           | 安德魯·多米尼克 | 劇本創作 ：約書亞·多嫩 & 柯特妮·邁爾斯 故事構思 ：柯特妮·邁爾斯                                  | 2019年8月16日 |
| 16     | 6           | 卡爾·富蘭克林   | 劇本創作 ：約書亞·多嫩 & 柯特妮·邁爾斯 故事構思 ：麗茲·漢娜                                      | 2019年8月16日 |
| 17     | 7           | 卡爾·富蘭克林   | 劇本創作 ：約書亞·多嫩 & 柯特妮·邁爾斯 故事構思 ：亞歷克斯·梅特卡夫（Alex Metcalf）                          | 2019年8月16日 |
| 18     | 8           | 卡爾·富蘭克林   | 劇本創作 ：約書亞·多嫩 & 柯特妮·邁爾斯 故事構思 ：肖恩·格蘭特（Shaun Grant）                                | 2019年8月16日 |
| 19     | 9           | 卡爾·富蘭克林   | 劇本創作 ：約書亞·多嫩 & 柯特妮·邁爾斯 故事構思 ：肖恩·格蘭特                                    | 2019年8月16日 |

## 備注
1. ↑  儘管比爾認爲吉姆是表現最好的申請人，但BSU的計劃研究對象中80–90%為高加索裔且很可能是種族主義分子，溫蒂認爲（身爲非裔的）吉姆可能會誘發受訪者的額外反應。[13]

## 外部連結
- 在Netflix上觀看《破案神探》
- 互联网电影数据库（IMDb）上《破案神探》的资料（英文）